# Stavkirke di Gol
La Stavkirke di Gol (Gol stavkirke) è una stavkirke originaria della municipalità di Gol in Norvegia. Quando la municipalità costruì una nuova chiesa attorno al 1880, si decise di demolire la vecchia stavkirche. Fu salvata dalla distruzione dalla Società norvegese per la preservazione dei monumenti antichi, che portò i materiali per ricostruirla altrove. Fu acquistata dal re Oscar II di Svezia, che ne finanziò lo spostamento e il restauro come edificio centrale del suo museo all'aperto privato vicino ad Oslo. Il restauro fu completato nel 1885. Nel 1907 l'appena inaugurato museo all'aria aperta, il primo al mondo, fu unito al Norsk Folkemuseum, che amministra ora la stavkirke, ancora nominalmente di proprietà del monarca in carica.
Una replica moderna della stavkirke è stata eretta a Gol, in un luogo lontano da quello originario.
La chiesa è stata datata dendrocronologicamente al 1212.